# Вільяєрно-Моркільяс
Вільяєрно-Моркільяс (ісп. Villayerno Morquillas) — муніципалітет в Іспанії, у складі автономної спільноти Кастилія-і-Леон, у провінції Бургос. Населення — 226 осіб (2010).
Муніципалітет розташований на відстані близько 220 км на північ від Мадрида, 6 км на північний схід від Бургоса.

## Демографія
Динаміка населення (INE ):